# Ohlig (Neunkirchen-Seelscheid)
Ohlig ist ein Ortsteil der Gemeinde Neunkirchen-Seelscheid im Rhein-Sieg-Kreis.

## Lage
Ohlig liegt nördlich von Seelscheid zwischen Hohn im Westen und Oberdorst im Osten.

## Geschichte
Der Ortsteil gehörte bis 1969 zur Gemeinde Seelscheid und entstand als Schulhaus.
1901 hatte die Schule den Lehrer Anton Geidel als Bewohner. 1910 wohnte hier Lehrer Albert Ebing.